# میرنا یوکیچ
میرنا یوکیچ (به انگلیسی: Mirna Jukić) (زادهٔ ۹ آوریل ۱۹۸۶) شناگر اهل اتریش است.